# Julia Koralewska
Julia Koralewska (* 17. Februar 2002 in Bydgoszcz) ist eine polnische Leichtathletin, die im Langstrecken- und im Hindernislauf an den Start geht.

## Sportliche Laufbahn
Erste internationale Erfahrungen sammelte Julia Koralewska beim Europäischen Olympischen Jugendfestival (EYOF) 2019 in Baku, bei dem sie nach 7:03,08 min auf den 14. Platz über 2000 Hindernis gelangte. 2021 belegte sie bei den U20-Europameisterschaften in Tallinn mit 10:28,91 min den neunten Platz über 3000 m Hindernis und anschließend wurde sie bei den U20-Weltmeisterschaften in Nairobi in 11:22,23 min 15. Im Dezember lief sie bei den Crosslauf-Europameisterschaften in Dublin nach 14:17 min auf dem 32. Platz im U20-Rennen ein. Im Jahr darauf wurde sie bei den Crosslauf-Europameisterschaften 2022 in Turin nach 22:55 min 52. im U23-Rennen und 2023 belegte sie bei den U23-Europameisterschaften in Espoo in 9:54,16 min den fünften Platz im Hindernislauf. Im Dezember wurde sie bei den Crosslauf-Europameisterschaften in Brüssel nach 29:08 min 39. im U23-Rennen. Bei den Crosslauf-Europameisterschaften 2024 in Antalya lief sie nach 22:25 min auf dem 24. Platz im U23-Rennen ein und im Jahr darauf wurde sie bei der Premiere der Straßenlauf-Europameisterschaften 2025 in Löwen in 34:30 min 69. über 10 km. Im Juli belegte sie bei den World University Games in Bochum in 32:28,02 min den siebten Platz über 10.000 Meter.
2023 wurde Koralewska polnische Meisterin im 10.000-Meter-Lauf.

## Persönliche Bestleistungen
- 1500 Meter: 4:13,74 min, 4. Juni 2023 in Chorzów
- 5000 Meter: 16:21,64 min, 11. Juni 2022 in Suwałki
- 10.000 Meter: 32:28,02 min, 21. Juli 2025 in Bochum
- 10-km-Straßenlauf: 32:34 min, 16. Februar 2025 in Castelló de la Plana
- 3000 m Hindernis: 9:46,46 min, 27. Juli 2023 in Gorzów Wielkopolski